# Emil Hedvall
Lars Emil Hedvall (Leksand, 9 giugno 1983) è un ex calciatore svedese, di ruolo portiere.

## Carriera
Dal 2000 al 2008 ha giocato sempre nelle serie minori dilettantistiche della Svezia.
Nel 2009 è avvenuto il passaggio dal Söderhamn al Gefle, squadra militante in Allsvenskan, ma nei primi quattro anni non è mai stato schierato in campionato. Hedvall infatti detiene il record svedese per il maggior numero di partite consecutive trascorse in panchina senza mai scendere in campo, ben 119.
Il suo debutto in Allsvenskan è avvenuto nella prima giornata dell'Allsvenskan 2013, vista l'indisponibilità del febbricitante portiere titolare Mattias Hugosson. Nel corso di quella stagione ha collezionato collezionato 7 presenze. A fine campionato il trentanovenne Hugosson ha lasciato il Gefle dopo 16 anni, e Hedvall è stato chiamato a raccoglierne l'eredità come primo portiere.
Dopo poche giornate dell'Allsvenskan 2016 è tornato ad essere il secondo portiere del Gefle, lasciando spazio ad Andreas Andersson. A fine stagione, con il Gefle retrocesso in Superettan, ha deciso di lasciare il calcio all'età di 33 anni per ritirarsi a vita privata. Insieme all'annuncio del ritiro, Hedvall non ha escluso di giocare nella sesta serie nazionale con lo Stugsunds IK, qualora la squadra abbia necessità in futuro.
L'8 agosto 2017, visto l'infortunio dello stesso Andreas Andersson, viene tesserato dall'Östersund, firmando fino al termine della stagione come riserva.